# Pérignat-lès-Sarliève

Pérignat-lès-Sarliève este o comună în departamentul Puy-de-Dôme, Franța. În 1 ianuarie 2022 avea o populație de 2.875 de locuitori.